# Кірнаська сільська рада (Тюріський район)
Кі́рнаська сільська рада (ест. Kirna külanõukogu, рос. Кирнаский сельский совет) — сільська рада в Естонській РСР, адміністративно-територіальна одиниця в складі повіту Ярвамаа (1945—1950) та Тюріського району (1950—1954).

## Населені пункти
Сільській раді підпорядковувалися населені пункти:
села: Пана (Pana), Віріка (Virika), Епнері (Epneri), Нясувере (Näsuvere), Торі (Tori), Ріккассааре (Rikkassaare);
поселення: Кірна (Kirna), Поака (Poaka).

## Історія
8 серпня 1945 року на території волості Сяревере в Ярваському повіті утворена Кірнаська сільська рада з центром у поселенні Кірна.
26 вересня 1950 року, після скасування в Естонській РСР повітового та волосного поділу, сільська рада ввійшла до складу новоутвореного Тюріського сільського району.
20 березня 1954 року відбулася зміна кордонів між районами Естонської РСР, зокрема від Кірнаської сільради передані Вяетсаській сільській раді Пайдеського району 72,23 га земель колгоспу «9 Травня».
17 червня 1954 року в процесі укрупнення сільських рад Естонської РСР Кірнаська сільська рада ліквідована, а її територія склала частину Тюріської сільської ради.